# Campionati europei di ciclismo su strada 2014 - Cronometro femminile Under-23
La cronometro femminile Under-23 dei Campionati europei di ciclismo su strada 2014 si è svolta il 10 luglio 2014 in Svizzera, con partenza e arrivo a Nyon, su un circuito di 13,45 km da ripetere 2 volte per un totale di 26,9 km. La medaglia d'oro è stata vinta dalla tedesca Mieke Kröger con il tempo di 40'17"84 alla media di 40,1 km/h, davanti alla francese Séverine Eraud e alla svizzera Ramona Forchini.

## Classifica (Top 10)
| Pos. | Corridore          | Squadra     | Tempo    |
| ---- | ------------------ | ----------- | -------- |
| 1    | Mieke Kröger       | Germania    | 40'18"84 |
| 2    | Séverine Eraud     | Francia     | a 3"     |
| 3    | Ramona Forchini    | Svizzera    | a 5"     |
| 4    | Thalita de Jong    | Paesi Bassi | a 17"    |
| 5    | Linda Indergand    | Svizzera    | a 24"    |
| 6    | Susanna Zorzi      | Italia      | a 29"    |
| 7    | Ksenija Dobrynina  | Russia      | a 41"    |
| 8    | Rossella Ratto     | Italia      | a 43"    |
| 9    | Annabelle Dreville | Francia     | a 52"    |
| 10   | Gul'naz Badykova   | Russia      | a 1'16"  |